# Þórfell (berg i Island, Austurland)
Þórfell är ett berg i republiken Island. Det ligger i regionen Austurland, 300 km öster om huvudstaden Reykjavík. Toppen på Þórfell är 683 meter över havet.
Trakten runt Þórfell är nära nog obefolkad, med mindre än två invånare per kvadratkilometer. Det finns inga samhällen i närheten. Trakten runt Þórfell består i huvudsak av gräsmarker.